# Eunidia kivuensis
Eunidia kivuensis là một loài bọ cánh cứng trong họ Cerambycidae.